# Nigrida
Nigrida est un roman de Mikhaïl W. Ramseier paru aux éditions Coups de tête en 2012.
L'intrigue, qui se déroule essentiellement à Madagascar, comporte un cryptogramme basé sur un chiffre de Vigenère dissimulé dans un problème du cavalier d'Euler.

## Résumé
Le livre raconte l'histoire d'un vieillard, Edmond, qui passe ses journées dans un café d'Antananarivo, à Madagascar, attablé à écrire des lettres.
Hippolyte, qui voyage pour son travail, l'observe en se demandant ce que peut bien être sa vie et surtout ce qu'il peut bien écrit. Lorsqu'il apprend subitement sa mort, il se joint à deux étrangers rencontrés sur place pour tenter de percer le mystère de cet Edmond et retrouver la femme destinataire des lettres, si elle existe, et les lui léguer.
À travers Madagascar et sa culture, sur fond de piraterie et de sorcellerie malgache, le livre entraîne le lecteur à la poursuite d'un mystérieux trésor et lui propose une vraie énigme, que l'on peut décrypter à mesure qu'on avance dans l'histoire.
Selon l'auteur, le roman est à clé et il y a deux plans de lecture de l’œuvre : l'intrigue en tant que telle, et le fil conducteur « ésotérique » sur lequel elle est construite. C'est ainsi qu'on retrouve en effet dans le livre la structure qui est celle des phases du Grand œuvre alchimique et de nombreux passages qui traitent de l'Alchimie (cycle de l'azote, élixir de vie, formule du vitriol...), laissant supposer que la quête du trésor et/ou celle des personnages symbolise la recherche de la Panacée. Autrement dit, la transmutation spirituelle des âmes autant que celle des métaux.
Toujours d'après l'auteur, cette trame cachée n'a pas pour but d'instruire des amateurs éclairés d'alchimie, mais d'apporter un message en plus d'une intrigue.